# Sphinx justiciae
Sphinx justiciae är en fjärilsart som beskrevs av Walker 1856. Sphinx justiciae ingår i släktet Sphinx och familjen svärmare. Inga underarter finns listade i Catalogue of Life.